# Micah Potter
Micah Potter (Mentor, 6 de abril de 1998) é um jogador norte-americano de basquete profissional que atualmente joga no Utah Jazz da National Basketball Association (NBA) e no Salt Lake City Stars da G-League.
Ele jogou basquete universitário por Ohio State e pela Universidade de Wisconsin.

## Primeiros anos
Potter estudou na Mentor High School em Mentor, Ohio, e foi reserva até seu terceiro ano quando ele teve médias de 20,2 pontos e 9,1 rebotes e foi selecionado para a Primeira-Equipe do Estado. Para sua última temporada, Potter foi transferido para a Montverde Academy em Montverde, Flórida. Ele teve médias de 10,7 pontos e 5,5 rebotes e foi nomeado o MVP da equipe. Potter se comprometeu a jogar basquete universitário por Ohio State.

## Carreira universitária

### Ohio State (2016–2018)

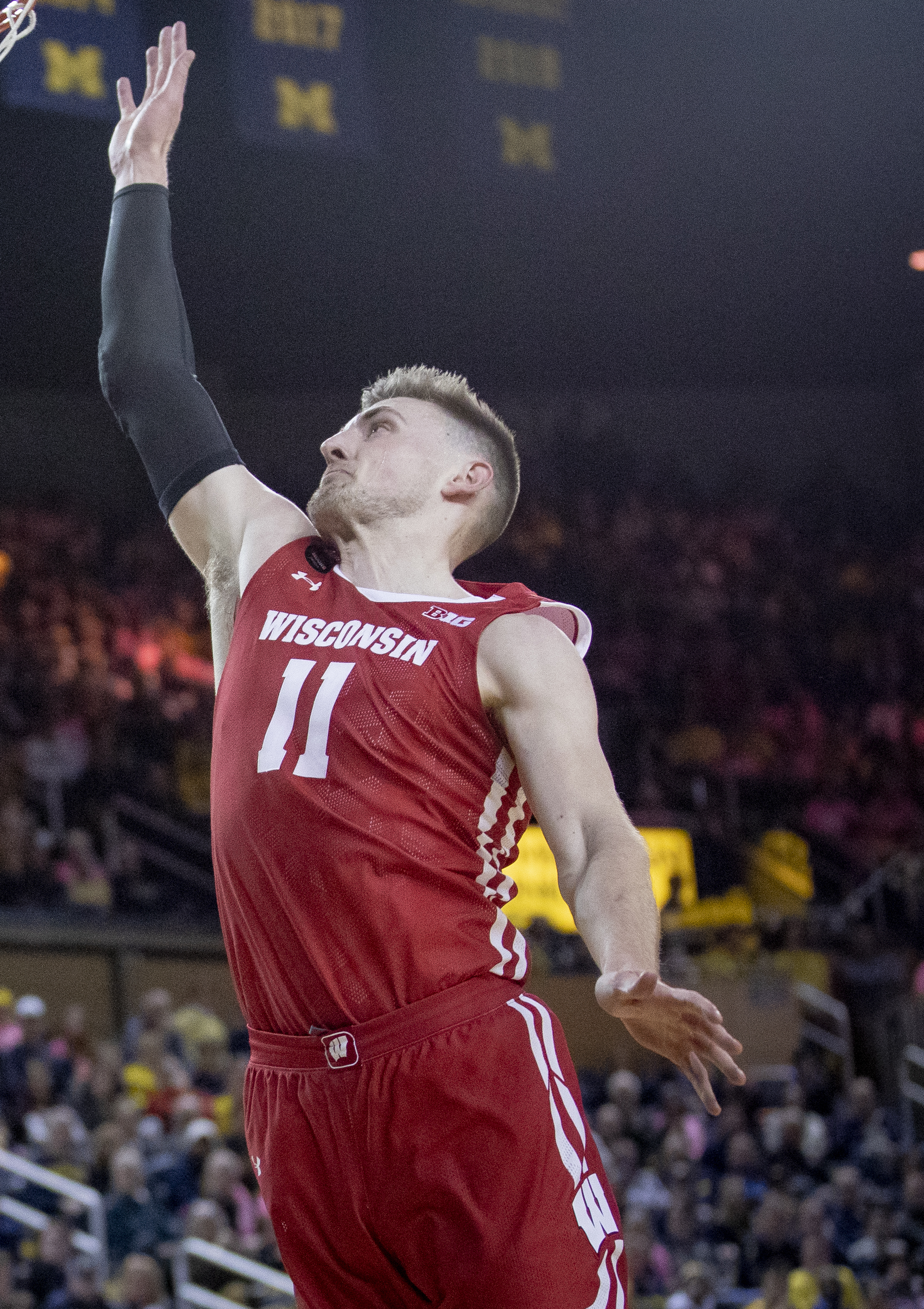
Potter em 2020

Potter começou sua temporada de calouro na Ohio State como titular, mas foi substituído por Trevor Thompson após perder dois jogos com uma lesão no tornozelo. Ele teve médias de 4,1 pontos e 3,1 rebotes como calouro. Potter sofreu uma torção no tornozelo no quarto jogo de sua segunda temporada e recebeu tempo de jogo limitado com o surgimento de Kaleb Wesson e Keita Bates-Diop. Em seu segundo ano, ele teve médias de 4,1 pontos e 2,4 rebotes. Dois dias antes de sua terceira temporada, Potter anunciou que pediu transferência de Ohio State.

### Wisconsin (2019–2021)
Ele foi transferido para a Universidade de Wisconsin e ficou de fora da temporada de 2018-19 devido às regras de transferência. Potter também ficou de fora do próximo semestre de outono depois que seu pedido de elegibilidade imediata foi negado pela NCAA. Em 11 de janeiro de 2020, ele registrou 24 pontos e 13 rebotes, o recorde da temporada, em uma vitória de 58-49 sobre Penn State. Em sua terceira temporada, ele teve médias de 10,1 pontos e 6,2 rebotes em 21 jogos. Em sua última temporada, Potter teve médias de 12,5 pontos e 5,9 rebotes e foi titular em 20 de 31 jogos.

## Carreira profissional

### Sioux Falls Skyforce / Detroit Pistons (2021–2022)
Depois de não ser selecionado no draft da NBA de 2021, Potter se juntou ao Miami Heat para a Summer League de 2021 e, em 10 de setembro, assinou um contrato com o Heat. Ele foi um dos dispensados após os treinos e se juntou ao Sioux Falls Skyforce como jogador afiliado. Potter teve médias de 14,1 pontos e 10,7 rebotes.
Em 29 de dezembro de 2021, Potter assinou um contrato de 10 dias com o Detroit Pistons e retornou a Sioux Falls Skyforce depois.
Potter se juntou ao New York Knicks para a Summer League de 2022.

### Utah Jazz / Salt Lake City Stars (2022–Presente)
Em 12 de outubro de 2022, Potter assinou um contrato de duas vias com o Utah Jazz e seu afiliado da G League, Salt Lake City Stars.
Em 27 de janeiro de 2023, Potter passou por uma cirurgia no cotovelo direito e foi afastado por pelo menos quatro a seis semanas.
Em 6 de agosto de 2024, Potter assinou outro contrato de duas vias com o Jazz.

## Estatísticas da carreira

### NBA

#### Temporada regular
| Ano      | Equipe   | PJ | PT | MPJ  | AP   | 3P   | LL    | RT  | AS | BR | TO | PPJ |
| -------- | -------- | -- | -- | ---- | ---- | ---- | ----- | --- | -- | -- | -- | --- |
| 2021–22  | Detroit  | 3  | 0  | 10.3 | .455 | .000 | 1.000 | 3.0 | .0 | .3 | .3 | 4.0 |
| 2022–23  | Utah     | 7  | 0  | 7.5  | .667 | .571 | —     | 2.3 | .6 | .1 | .0 | 3.4 |
| 2023–24  | Utah     | 16 | 0  | 11.6 | .475 | .429 | .750  | 2.7 | .4 | .3 | .4 | 3.3 |
| Carreira | Carreira | 26 | 0  | 9.7  | .532 | .333 | .875  | 2.6 | .3 | .2 | .2 | 3.5 |

### Universidade
| Ano      | Equipe     | PJ        | PT        | MPJ       | AP        | 3P        | LL        | RT        | AS        | BR        | TO        | PPJ       |
| -------- | ---------- | --------- | --------- | --------- | --------- | --------- | --------- | --------- | --------- | --------- | --------- | --------- |
| 2016–17  | Ohio State | 30        | 12        | 14.1      | .434      | .333      | .600      | 3.1       | .3        | .3        | .4        | 4.1       |
| 2017–18  | Ohio State | 29        | 4         | 10.1      | .489      | .300      | .800      | 2.4       | .3        | .2        | .4        | 4.1       |
| 2018–19  | Wisconsin  | Não jogou | Não jogou | Não jogou | Não jogou | Não jogou | Não jogou | Não jogou | Não jogou | Não jogou | Não jogou | Não jogou |
| 2019–20  | Wisconsin  | 21        | 3         | 17.5      | .528      | .451      | .860      | 6.2       | .4        | .4        | 1.0       | 10.1      |
| 2020–21  | Wisconsin  | 31        | 20        | 22.2      | .504      | .386      | .840      | 5.9       | 1.4       | .5        | .7        | 12.5      |
| Carreira | Carreira   | 111       | 39        | 15.9      | .488      | .367      | .774      | 4.4       | .6        | .3        | .6        | 7.6       |

## Links externos
- Biografia do Wisconsin Badgers
- Biografia do Ohio State Buckeyes